# Sarbinowo (gmina Dębno)
Sarbinowo (niem. do 1945 r. Zorndorf) – wieś w Polsce, położona w województwie zachodniopomorskim, w powiecie myśliborskim, w gminie Dębno. Według danych z 2012 r. miejscowość liczyła 521 mieszkańców.
Wieś leży na historycznej ziemi lubuskiej, jako przynależna do dawnej diecezji lubuskiej. Od pierwszej połowy XIII w. znajdowała się na uposażeniu chwarszczańskich templariuszy i następnie joannitów, od ok. 1250 r. na terytorium powstałej Nowej Marchii. Od 1540 r. Sarbinowo wchodziło w skład domeny elektora brandenburskiego w Chwarszczanach, następnie stanowiło majątek państwowy do 1945 r. 25 sierpnia 1758 r. pod Sarbinowem rozegrała się prusko-rosyjska bitwa. Od 1945 r. leży w granicach Polski.
W miejscowości znajduje się szkoła podstawowa, działa Ludowy Zespół Sportowy „SANTOS” Sarbinowo. Ludność zajmuje się głównie rolnictwem.
W centralnej części wsi stoi neogotycki kościół z 1825 r., z wieżą z 1892 r. projektu Karla Friedricha Schinkla.

## Nazwa
Nazwa na przestrzeni wieków: starosłowiańska nazwa mogła brzmieć Czarna Woda lub Czarny Potok; Zorbamstorp (Torbamstorp) 1262; Tzorbensdorpe 1335; Czorbindorff 1401, 1405; Tzornendorff 1451; Czornnendorff 1460; Zorndorf 1758, 1944.
Nazwa Czorbensdorp wymieniona w księdze ziemskiej Ludwika Starszego z 1337 r. w ziemi mieszkowickiej, nie odnosi się do Sarbinowa, gdyż księga ta nie obejmowała dominium chwarszczańskich joannitów oraz wieś nie mogła być zaliczona do ziemi mieszkowickiej. Jest to opuszczona później wieś prawdopodobnie w okolicach Białęgów.

## Środowisko przyrodnicze
Równina Sarbinowska osiąga wysokość 60–70 m n.p.m., obniża się ku północy w stronę równiny dębieńsko-różańskiej. Obszar ten jest prawie całkowicie użytkowany rolniczo. Rynna z ciągiem oczek wodnych i zabagnień ułożona południkowo na zach. od Sarbinowa to tzw. „Sarbinowska dolina”.
Okoliczne lasy porastają głównie drzewa iglaste – sosny, świerki, modrzewie – z domieszką drzew liściastych – dębu, brzozy, osiki, buku. Krawędzie doliny porośnięte są ciepłolubną roślinnością murawową i zaroślami czyżniowymi. Na terenach podmokłych występują wierzby (najgrubsza wierzba biała znajduje się nad brzegiem zarastającego jeziorka na zachód od Kolonii Sarbinowo; obwód 500 cm), jesiony i olchy. W bezodpływowych zagłębieniach wśród borów wykształcają się torfowiska. Niewielkie obiekty tego typu można spotkać w okolicy Kolonii Sarbinowo. Wśród wielu interesujących roślin uwagę zwracają licznie występujące: rosiczka okrągłolistna, wełnianka wąskolistna i żurawina błotna.
W okolicznych lasach występują sarny, jelenie, dziki, wiewiórki, lisy, kuny leśne, można też spotkać borsuka i sporą populację zająca. Z ptaków – gatunki zamieszkujące wody i szuwary, m.in. kaczki, żuraw, perkozy, bąk, trzcinniczek, derkacz, potrzosy, trznadle. Z obfitością gryzoni wiąże się występowanie gatunków ptaków drapieżnych, np.: sowy, pustułki, myszołowa. Zaobserwować można również bielika, kormorany, żurawie, czaple, bociany, łabędzie, bażanty, kuropatwy. Na opisywanych terenach występują różne gatunki płazów, m.in. kumak nizinny, ropuchy i żaby, traszka zwyczajna, jaszczurka żyworodna i zaskroniec zwyczajny.

## Historia
- VIII-poł. X w. – w widłach Odry i dolnej Warty znajdowała się odrębna jednostka terytorialna typu plemiennego, prawdopodobnie powiązana z plemieniem Lubuszan. Na północy od osadnictwa grupy cedyńskiej oddzielały ją puszcze mosińska (merica Massen) i smolnicka (merica Smolnitz). Mieszkańcy zajmowali się gospodarką rolniczo-hodowlaną.
- 960–972 – książę Mieszko I opanował tereny nadodrzańskie, obejmujące obręb późniejszej kasztelani cedyńskiej, ziemię kiniecką i kostrzyńską
- 1005 (lub 1007) – Polska straciła zwierzchność nad Pomorzem, w tym również nad terytorium w widłach Odry i dolnej Warty
- 1112–1116 – w wyniku wyprawy Bolesława Krzywoustego, Pomorze Zachodnie uznał zwierzchność lenną Polski
- Pocz. XIII w. – obszar na północ od linii Noteci-dolnej Warty i zachód od Gwdy w dorzeczu Myśli, Drawy, środkowej Iny, stanowi część składową księstwa pomorskiego; w niewyjaśnionych okolicznościach zostaje przejęty przez księcia wielkopolskiego Władysława Laskonogiego, a następnie jego bratanka, Władysława Odonica[7]
- 1232 – nadanie templariuszom przez księcia Władysława Odonica (lub wcześniej przez Henryka I Brodatego) wsi Chwarszczany wraz z 1000 łanami ziemi (ok. 15–17 tys. ha) między Odrą, Wartą i Myślą, w tym również Sarbinowa
- 1250 – Margrabiowie brandenburscy z dynastii Askańczyków rozpoczynają ekspansję na wschód od Odry; z zajmowanych kolejno obszarów powstaje następnie Nowa Marchia
- 31.12.1262 – wzmianka w dokumentach templariuszy pod nazwą Zorbamstorp; Jan i Otton z dynastii askańskiej zawierają ugodę z Widekindem (Widekinusem), mistrzem templariuszy w Niemczech i krajach słowiańskich, na mocy którego templariusze w zamian za zrzeczenie się praw do miejscowości leżących przy drodze do Gorzowa (oppidum – prawdopodobnie przedlokacyjna osada targowa pod Kostrzynem, Kłośnica, Warniki, Dąbroszyn, Pudignowe i Witnica) oraz dóbr komandorii w Myśliborzu, otrzymują potwierdzenie posiadania komandorii chwarszczańskiej wraz z dziesięcioma wsiami (Bogusław, Carkzowe?, Cychry, Dargomyśl, Dębno, Gudzisz, Krześnica, Nyvik?, Oborzany, Sarbinowo). Formą zadośćuczynienia jest dodatkowo wieś Kaleńsko w ziemi kostrzyńskiej, będąca wcześniej w posiadaniu rycerskim[8].

Zakonnicy byli zapewne fundatorami pierwszej granitowej świątyni, która nie zachowała się do naszych czasów. Ze wzmianek należy wnioskować, że był to prosty kościół salowy podobny do innych założeń parafialnych stawianych we wsiach należących do komandorii chwarszczańskiej.
- 02.05.1312 – rozwiązanie zakonu templariuszy bullą Ad providam papieża Klemensa V
- 1312 – posiadłości templariuszy na obszarze Marchii zajmują margrabiowie brandenburscy
- 1318 – w układzie zawartym w Cremmen, negocjowanym przez przedstawicieli przeora niemieckiego Pawła z Modeny i Leonarda de Tiburtis, margrabiowie brandenburscy potwierdzili joannitom posiadanie dóbr templariuszy
- 02.04.1335 – w Chwarszczanach wymienia się joannitów jako właścicieli[9]; wzmianka o Sarbinowie pod nazwą Tzorbensdorf
- 1373 – pod zwierzchnictwem Korony Czeskiej dynastii Luksemburgów
- 1402 – w Krakowie osiągnięto porozumienie w sprawie sprzedaży przez Luksemburgów wsi wraz z Nową Marchią Koronie Polskiej, jednakże ostatecznie region został sprzedany zakonowi krzyżackiemu
- pocz. XV w. – Sarbinowo zostaje wymienione jako przynależne administracyjnie do dekanatu kostrzyńskiego w diecezji lubuskiej[10]
- 1405 – kościół pełni funkcje parafialne
- 1433–1434 – zbrojne najazdy dokonane przez wójta krzyżackiego Henryka von Rabenstein na dwór chwarszczański i konfiskata mienia komandorii
- 1434 – zaangażowanie w spór najwyższych władz świeckich i kościelnych kończy spór komandorii chwarszczańskiej z Zakonem krzyżackim wydaniem wyroku korzystnego dla joannitów
- 1454/55 – po wybuchu wojny polsko-krzyżackiej Krzyżacy sprzedają wieś i region w celu pozyskania środków na prowadzenie wojny
- 1460 – elektor Fryderyk II potwierdza joannitom ich włości, m.in. Chwarszczany (w dokumencie Sarbinowo występuje pod nazwą Zornendorff), Sulęcin, Ostrów
- 1535–1571 – za rządów Jana kostrzyńskiego Nowa Marchia staje się niezależnym państwem w ramach Świętego Cesarstwa Rzymskiego Narodu Niemieckiego
- 1538 – margrabia Jan Hohenzollern oficjalnie wprowadził na terenie Nowej Marchii luteranizm jako religię obowiązującą
- 15.06.1540 – komandoria Chwarszczany przejęta przez margrabiego Jana z Kostrzyna od joannitów, którzy zostają zmuszeni do przeniesienia konwentu do Świdwina. W Chwarszczanach zorganizowano siedzibę domeny państwowej, w skład której wchodzi również wieś Sarbinowo. Kościół przejęła gmina protestancka.
- 1624 – do nawy kościoła dobudowano wieżę
- 1701 – powstanie Królestwa Prus
- 25.08.1758 – prusko-rosyjska bitwa pod Sarbinowem (Zorndorf); wieś spalona ogniem artylerii rosyjskiej, częściowemu zniszczeniu uległ też kościół
- 1768 – wieś odbudowana z rozkazu Fryderyka Wielkiego
- 1806–1807 – Nowa Marchia pod okupacją wojsk napoleońskich; na mocy traktatu w Tylży w dniu 12 lipca 1807 r. wojska francuskie opuszczają terytorium państwa pruskiego z wyjątkiem niektórych ważniejszych twierdz, pod warunkiem spłaty bądź zabezpieczenia nałożonej na Prusy kontrybucji wojennej
- 1807–1811 – reformy gospodarcze Steina- Hardenberga dotyczące zniesienia poddaństwa chłopów w Prusach
- 1815–1818 – reformy administracyjne Prus zmieniają strukturę Nowej Marchii; wieś należy do powiatu Kostrzyn, w rejencji frankfurckiej, w prowincji brandenburskiej
- 1825 – postawiono nowy kościół w stylu neogotyckim, na miejscu średniowiecznej świątyni
- 25.08.1826. pamiątkę bitwy pod Sarbinowem wzniesiono pamiątkowy obelisk, na którym widniał napis: „Tu stał Fryderyk Wielki 25 sierpnia 1758 r.”

- 1832 – przebudowa kościoła

| Niemiecka nazwa | Obiekt  | Położenie            | Polska nazwa           | Ludność w 1852 r. |
| --------------- | ------- | -------------------- | ---------------------- | ----------------- |
| Zerbicke        | folwark | 2,5 km na płd.-wsch. | Sarbiki [nie istnieje] | 80                |

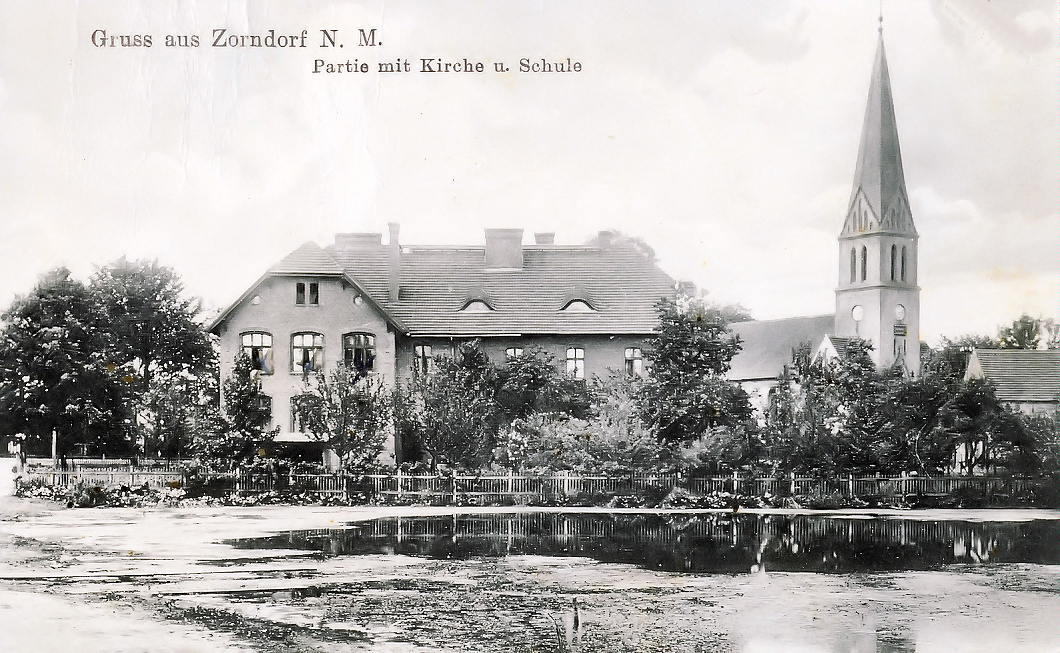
Szkoła i kościół. Pocztówka sprzed II wojny światowej

- 1871–1918 – Nowa Marchia w ramach zjednoczonej Drugiej Rzeszy Niemieckiej
- 1881 – budowa fortu Sarbinowo, wchodzącego w skład twierdzy Kostrzyn
- 1890 – wieżę kościelną zniszczył piorun
- 1892 – zbudowano nową wieżę kościelną
- 1899 – Wojciech Kossak, na zlecenie cesarza Wilhelma II, namalował obraz Szarża gwardii pruskiej na piechotę rosyjską pod Zorndorf, olej, płótno, ok. 270 × 600 cm[14].
- 5.09.1945 – powstanie publicznej szkoły podstawowej
- Od 1945 – napływ osadników, w tym wielu żołnierzy 1 Armii Wojska Polskiego, m.in. kapral Jan Karaszewski, który podczas zaślubin Bałtyku w Kołobrzegu w 1945 trzymał polski sztandar
- 12.05.1946 – poświęcenie kościoła przez ks. kan. Franciszka Sobolewskiego z Dębna
- 31.08.1948 – erygowanie parafii w Sarbinowie
- 18.04.1953 – założenie Koła Ludowych Zespołów Sportowych, przewodniczącym Rady Koła został Tadeusz Szabata
- Lata 60. XX w. – zburzono pomnik z 1826 r.; obecnie przy drodze znajduje się tablica informacyjna opisująca bitwę
- 19.02.1999 – otwarcie dobudowanego segmentu szkoły podstawowej. Szkoła zyskała też kotłownię olejową

| Właściciel                                                                            | Lata      |
| ------------------------------------------------------------------------------------- | --------- |
| Zakon templariuszy                                                                    | 1232–1312 |
| Margrabiowie brandenburscy                                                            | 1312–1318 |
| Zakon joannitów                                                                       | 1318–1540 |
| Margrabiowie brandenburscy, królowie Prus państwo niemieckie [w domenie Chwarszczany] | 1540–1945 |

## Ludność
Ludność w ostatnich 3 wiekach:

## Gospodarka
Podmioty gospodarcze zarejestrowane na terenie Sarbinowa są głównie związane z handlem, działa firma transportowa i dwa zakłady stolarskie, firma zajmująca się naprawą i konserwacją samochodów. W sołectwie funkcjonują trzy sklepy spożywczo–przemysłowe oraz gospodarstwo agroturystyczne połączone ze szkółką jazdy konnej.
Struktura działalności gospodarczej na dzień 01.06.2006
| Dział      | Ilość |
| ---------- | ----- |
| Produkcja  | 2     |
| Transport  | 2     |
| Handel     | 8     |
| Usługi     | 2     |
| Hotel, bar | 1     |

W Sarbinowie funkcjonują 142 gospodarstwa rolne o łącznej powierzchni 802,57 ha. Struktura użytków rolnych w maju 2006:
| Użytki rolne | Pow. w ha |
| ------------ | --------- |
| Orne         | 735,76    |
| Zielone      | 41,12     |
| Razem        | 782,88    |

Wymienione grunty orne zaliczone są głównie do klasy bonitacyjnej III-a i IIIb (423,68 ha), IV-a (200,08 ha), IVb (54,47 ha). Gospodarstwa rolne nastawione są na produkcję zbóż, w której przeważa pszenica, żyto, pszenżyto, owies, jęczmień. Kilka gospodarstw nastawionych jest na hodowlę trzody chlewnej. Brak gospodarstw nastawionych na produkcję ekologiczną.

## Organizacje i instytucje
- Sołectwo Sarbinowo – ogół mieszkańców wsi Sarbinowo stanowi Samorząd Mieszkańców Sołectwa.
- Ludowy Zespół Sportowy „SANTOS” Sarbinowo – rok założenia: 1954, barwy: zielono-żółte. Umowa o współpracy pomiędzy klubami „SV. BLAU – WEIß Turbine” z Lebus a LZS „SANTOS” z Sarbinowa podpisana 07.07.2007 w sarbinowskiej remizie strażackiej[19].
- Ochotnicza Straż Pożarna

## Edukacja

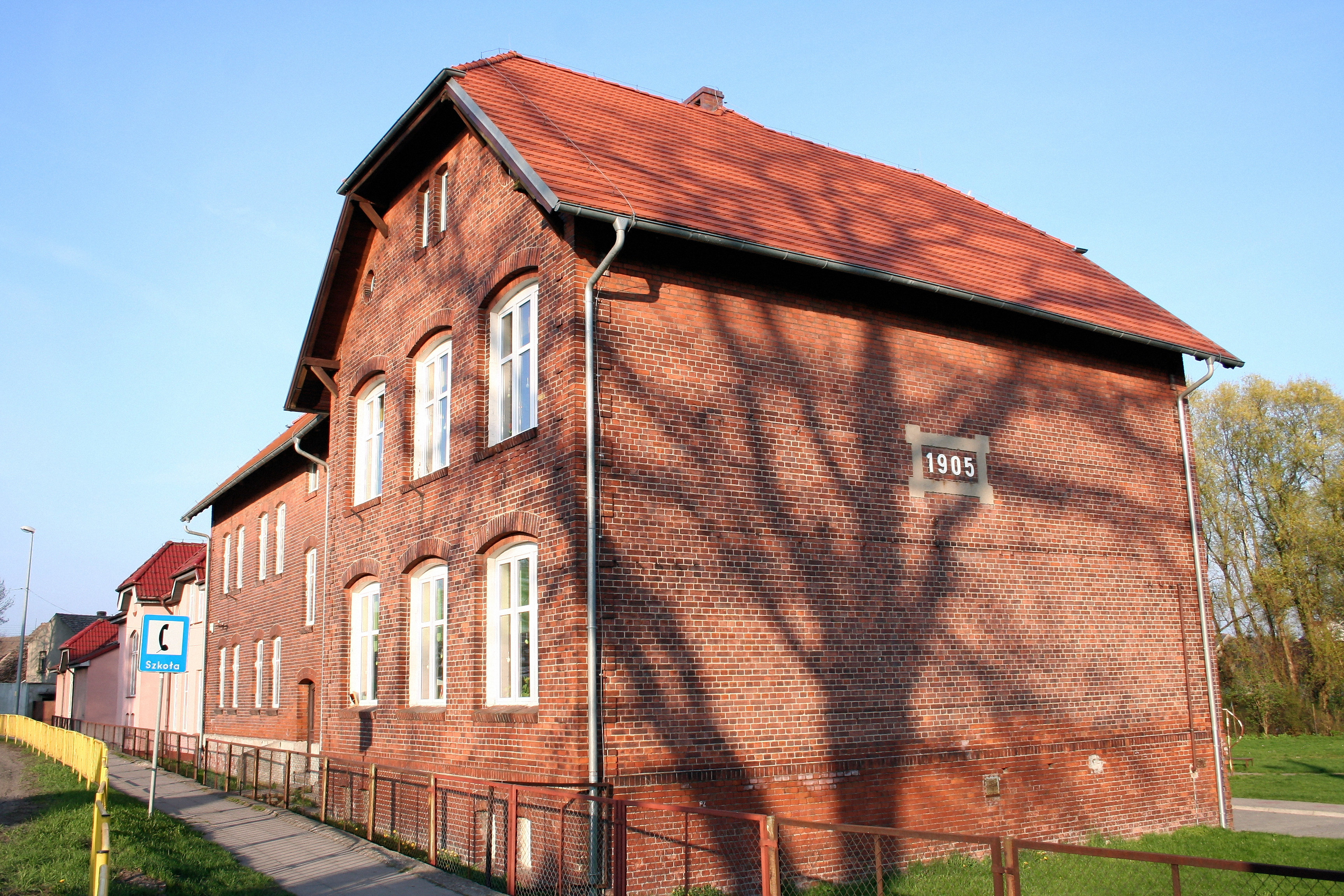
Szkoła podstawowa

- Szkoła podstawowa – rozpoczęła działalność 5 września 1945 r., pierwszym kierownikiem została Maria Zielińska. W latach 1975–77 weszła w skład Zbiorczej Szkoły Gminnej na bazie SP 1 w Dębnie, będąc jej punktem filialnym. W 1977 r. ponownie stała się samodzielną jednostką organizacyjną. W 1999 r. w związku z reformą szkolnictwa, została przekształcona w 6-letnią szkołę podstawową. Aktualnie mieści się w budynku z 1905 r., rozbudowanym i oddanym do użytku w 1999 r. Uczęszczają tu również dzieci ze wsi Krześnica, Suchlica i Młyniska. Posiada oddział przedszkolny.

## Atrakcje turystyczne
- Kościół Wniebowzięcia Najświętszej Maryi Panny
- Cmentarz przykościelny – wpisany do rejestru zabytków pod nr A-63 z 25.04.2001[20]
- Fort Sarbinowo, znajduje się w Kostrzynie, przy ul. Sportowej prowadzącej do Sarbinowa
- Szlaki turystyczne:  „Historii i zabytków”